# Partido Comunista de Alemania (Oposición)

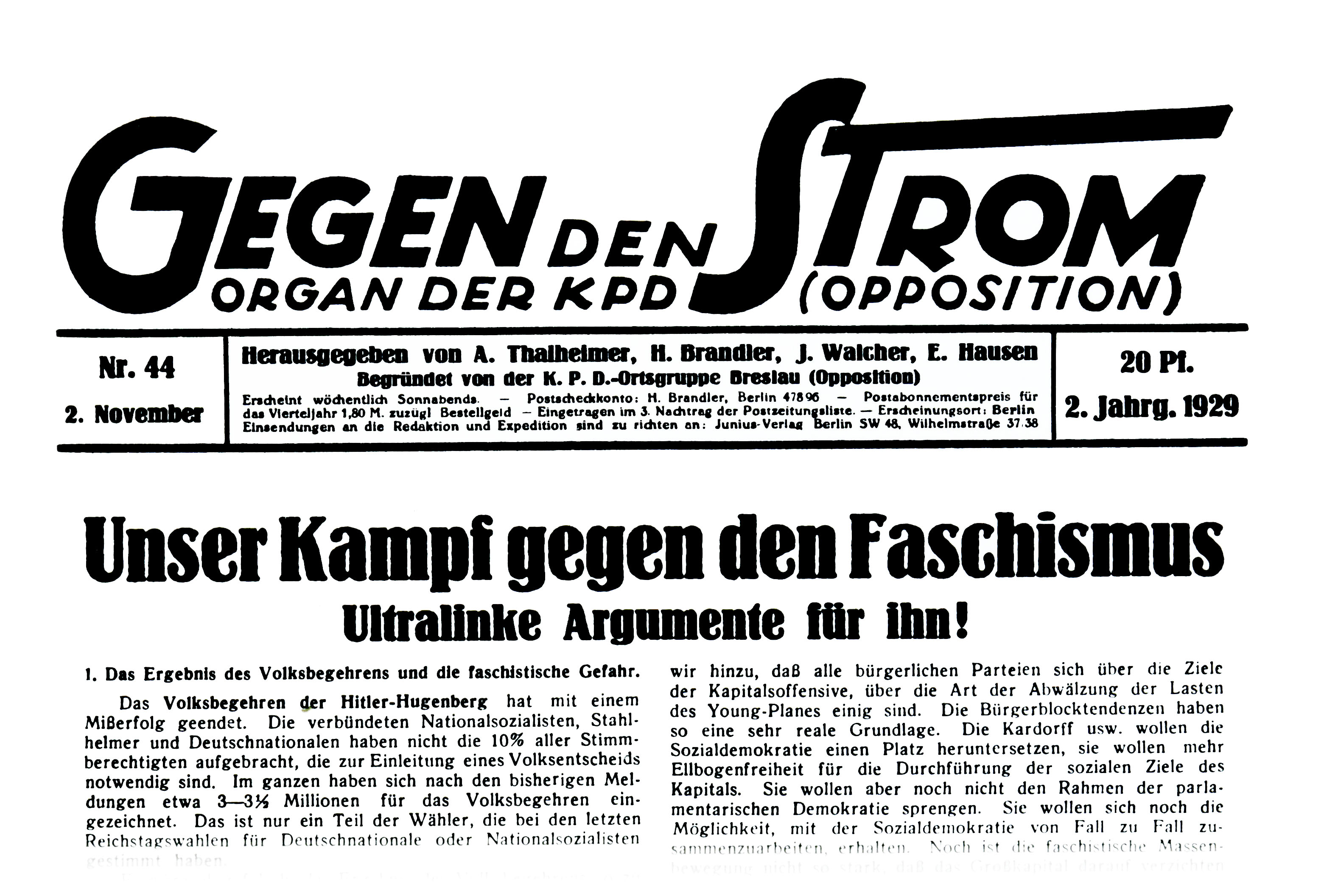
Gegen den Strom ("Contra la corriente"), órgano oficial del partido, publicado hasta el ascenso de los nazis al poder.

El Partido Comunista de Alemania-Oposición (en alemán: Kommunistische Partei Deutschlands (Opposition), generalmente abreviado como KPO o KPDO) fue un partido comunista de oposición fundado a finales de 1928 que existió hasta 1939-1940. Tras el ascenso al poder de Adolf Hitler y el Partido Nacionalsocialista Obrero Alemán en enero de 1933, el KPO existió sólo como organización ilegal y clandestina. El grupo inicialmente buscó reorientar y, más tarde reemplazar, al Partido Comunista de Alemania principal (KPD, liderado por Ernst Thälmann). El KPO fue la primera sección nacional afiliada a la Oposición Comunista Internacional.

## Historia de la organización

### Antecedentes
El KPO representaba a la denominada Oposición de Derecha en el KPD, que se distinguía de la Oposición de Izquierda trotskista y la facción centrista pro-Comintern. Estaba liderada por Heinrich Brandler y August Thalheimer, que dirigieron el KPD entre 1921 y 1923. Fueron expulsados del mismo tras organizar una reunión para combatir lo que ellos veían como corrupción en el partido. Ernst Thälman encubrió a un protegido suyo en el partido, John Wittorf (1894-1981), de acusaciones de desfalco a pesar de conocer su culpabilidad. Se halló que el secretario de la organización de Hamburgo del KPD se había adueñado de 2000 marcos de las finanzas del partido para su uso privado. Cuando los contables del partido descubrieron el delito, fueron amenazados con la expulsión del mismo por parte de Thälmann si daban a conocer al ladrón. El escándalo ciruló por el Comintern, lo que condujo a una crisis en el partido alemán cuyo Comité Central depuso a Thälmann por unaminidad (incluso con su voto). Estos hechos representaban una amenaza para la facción del Partido Comunista de la Unión Soviética encabezada por Stalin, quien tenía en Thälmann a un aliado de fiar en las pugnas entre facciones. Como resultado, el Presídium de la Internacional Comunista, revocó la decisión del Comité Central alemán, reponiendo a Thälmann como secretario.
En octubre de 1928, Brandler regresó a Alemania contra los deseos del KPD. El caso de corrupción en Hamburgo y la protección de la facción de Stalin, fueron usados como pretexto por Brandler y Thalheimer para convocar una reunión de sus partidarios el 11 de noviembre de 1928. El Comintern reaccionó con furia. Brandler, Thalheimer y sus socios fueron fuertemente criticados en una carta abierta del Comitern del 19 de diciembre de 1928. Ambos fueron expulsados del partido alemán en diciembre de 1928 y del de la Unión Soviética y la Internacional Comunista en enero de 1929.

### Formación
Brandler y Thalheimer reunieron a sus partidarios en una nueva organización llamada Partido Comunista de Alemania (Oposición), que fue fundado en la reunión, celebrada el 30 de diciembre, que motivó las expulsiones. El grupo también lanzó un nuevo periódico comunista, Gegen den Strom ("Contra la corriente"). La mayoría de los que asistieron a esta reunión eran aliados de facción de Brandler y Thalheimer desde hacía años, desde los tiempos en que ambos lideraban el partido. Una excepción a este grupo mayoritario era Paul Frölich, quien había sido partidario de la Facción Conciliadora, que emergió entre los líderes del KPO y el KPD. Tanto Frölich como su compañera Rosi Wolfstein, así como Brandler y Thalheimer, habían sido partidarios y pupilos de Rosa Luxemburgo.
A lo largo de 1929, el KPD expulsó a los partidarios de Brandler y Thalheimer, así como a los "conciliadores", que deseaban una tregua entre las facciones. Se calcula que las expulsiones afectaron a unos mil miembros del partido. Estas expulsiones fueron paralelas a los esfuerzos en Rusia por purgar al Partido Comunista de los seguidores de Nikolái Bujarin, Alekséi Rykov y Mijaíl Tomski. El KPO inicialmente trató de ser un grupo de influencia que intentaba cambiar la línea política del KPD más que un nuevo partido competidor. La organización sostuvo otra reunión en noviembre de ese año, en la que, en palabras de Manabendra Nath Roy, "declaraba que entre la Socialdemocracia y el Comunismo no existía un punto medio." Roy afirmaba que el KPO tenía 6000 afiliados que pagaban cuota y que publicaba ocho publicaciones semanales y bimensuales a finales de 1929, con una circulación conjunta de 25 000 ejemplares. Brandler fue nombrado Secretario de la organización en esa reunión. Mientras que el grupo nunca tuvo una gran influencia o éxito electoral, fue, no obstante, el primero y uno de los más prominentes partidos en ser identificados con la Oposición de Derecha Internacional. El 1 de enero de 1930, el KPO intentó extender su influencia más allá con el lanzamiento de un diario, Arbeiterpolitik. Problemas financieros hicieron que se redujera la frecuencia de publicación, de modo que para 1932 se publicaba una vez a la semana.
A pesar de las protestas de Roy acerca de la constitución del KPO como un partido político independiente, el 7 de diciembre de 1929, presentó a sus propios candidatos en las elecciones provinciales de Turingia, uno de los feudos de la organización, en las que consiguieron únicamente 12 000 votos. En otras elecciones apoyaron la lista de candidatos del KPD, incluyendo la candidatura de Thälmann para las elecciones presidenciales de marzo de 1932. En los años posteriores el partido decreció en número de integrantes debido a la falta de adherentes desde fuera del partido. El KPO respaldó al KPD en la mayoría de asuntos públicos pero presentó a sus candidatos en algunas elecciones, realizando sus propias campañas. Sus miembros eran asimismo activos en los sindicatos, en contraste con el KPD, que lanzó una estrategia consistente en formar sindicatos independientes de los partidos durante el denominado Tercer Período, entre 1929 y 1934.

### Frente unido contra el fascismo
Brandler y el KPO estaban decididamente a favor del establecimiento de un frente unido ante la amenaza del nazismo y eran especialmente críticos con la concepción del KPD de que "una vez los nazis hayan conseguido el poder, entonces el frente unido del proletariado se elevará y los desbancará". Opuestos a esta idea, el KPO llamó a la inmediata formación de una amplia alianza antifascista que incluyera a la federación sindical controlada por los socialdemócratas, los socialdemócratas, los comunistas y el Partido de los Trabajadores Socialistas de Alemania.
Su campaña por el Frente Unido no le dio más influencia en la opinión pública general, ya que era un grupo reducido, pero la amenaza de los nazis condujo al Partido Socialdemócrata de Alemania (SPD) a una deriva cada vez más a la izquierda. Los partidarios de esta tendencia en el SPD dejaron el partido en 1931 y se organizaron en el Partido de los Trabajadores Socialistas de Alemania (SAPD). Tras una lucha interna en el seno del KPO, en la que la mayoría de sus miembros respaldaron a Brandler y Thalheimer frente a una minoría liderada por Frölich y Jakob Walcher que se negaba a aceptar las decisiones del 4º Congreso del KPO, celebrado en enero de 1932. Los líderes expresaron su descontento y que esta falta de disciplina les expulsaba de la organización, por lo que los expulsados se unieron al SAPD.
El 10 de agosto de 1932, el semanario Arbeiterpolitik del KPO fue prohibido por el gobierno conservador encabezado por el canciller Franz von Papen durante trece semanas por violar el decreto de emergencia del presidente Von Hindenburg contra los "excesos políticos". La prohibición tuvo efecto hasta el 15 de noviembre de ese año. La prohibición, juntamente con otras medidas similares tomadas contra otras publicaciones de la izquierda, dificultó la coordinación de ésta contra el ultranacionalismo alemán. Tras el ascenso al poder de Adolf Hitler y su ultranacionalista Partido Nacionalsocialista Obrero Alemán el 30 de enero de 1933 y la ola de represión antiradical que le siguió, Brandler y la mayoría de los líderes del KPO huyeron a Francia. Brandler vivió en París hasta el inicio de la Segunda Guerra Mundial, donde continuó involucrado en la política comunista.

### Período clandestino
El KPO sólo pudo trabajar legalmente un año más, hasta que los nazis tomaron el poder en enero de 1933. Tuvieron que pasar a la clandestinidad inmediatamente para evitar la persecución en la medida de lo posible. Lograron convocar una reunión en Dinamarca en abril de 1934, manteniendo una estructura nacional. No obstante, en 1935, los nazis iniciaron la represión de todos los grupos comunistas, juzgándose a miembros del KPO en Weimar, Jena y otros lugares. La organización dejó de operar a nivel nacional y se mantuvo confinada a círculos de exiliados y el Sarre, gracias a la ocupación francesa. Cuando se dio un plebiscito en la región sobre si debía ser devuelta a Alemania, el KPO propuso el voto por una Räterepublik soviética de Sarre, oponiéndose a la unidad con la Alemania Nazi. Esta posición se encontraba en desacuerdo con la del KPD, que propugnaba el que el Sarre se mantuviera en manos francesas.
El KPO, con sus dirigentes exiliados en París, continuó la publicación de Gegen den Strom. Políticamente, continuaron la línea previa del KPO, apoyando al Comintern y a Stalin en la Unión Soviética, y criticando únicamente al KPD. Esta posición comenzó a cambiar con el inicio de la Guerra civil española y el desarrollo de la Gran Purga en Rusia. Varios militantes en el exilio viajaron a España, luchando en el bando republicano integrados en las Brigadas Internacionales. Algunos de ellos sufrieron la represión por parte de los estalinistas, destino que compartieron con los militantes españoles del Partido Obrero de Unificación Marxista (POUM).

### Disolución
En el seno de la KPO se creó una corriente que quería distanciarse del apoyo al estalinismo y que, tras abandonar las filas del partido, crearon el Grupo Internacional Marxista en 1939. Este grupo firmó una declaración de partidos socialistas independientes, muchos asociados con el Frente Obrero Internacional, que habían dejado la ICO y la KPO. A partir de este punto hay pocas acciones tanto de uno como de otro grupo. Con la caída de Francia, el liderazgo del KPO tuvo que huir de nuevo, y la organización fue disuelta de hecho.
Brandler y Thalheimer pasaron la guerra exiliados en Cuba, donde moriría este último. Brandler regresó a la Alemania Federal y tuvo cierta relevancia en el Gruppe Arbeiterpolitik, que siguió la tradición del KPO, pero jamás lograría su antigua influencia. Brandler murió en 1967, aunque su agrupación aún existe, con sede en Hamburgo.